# Barbatovac
Barbatovac (cyr. Барбатовац) – wieś w Serbii, w okręgu toplickim, w gminie Blace. W 2011 roku liczyła 256 mieszkańców.